# Наланда
Нала́нда — буддийский университет и монастырский комплекс, существовавший в V—XII веках на севере Индии, один из крупнейших образовательных центров своего времени, в котором работали, преподавали и обучались многие выдающиеся буддийские философы из разных стран, и куда съезжались многочисленные паломники,древнейший университет в мире. В настоящее время руины Наланды — исторический памятник в индийской провинции Бихар, в 90 км к юго-востоку от Патны, древней столицы Индии.

## История
Университет был основан в первой трети V века н. э. Расцвет Наланды пришёлся на период правления Гуптской династии,  сменившие Гуптов правители Пала продолжали оказывать покровительство этому заведению.
О Наланде писал известный китайский буддийский учёный и путешественник VI века Сюаньцзан. Там преподавала тысяча профессоров, училось десять тысяч студентов, университету принадлежали девятиэтажные строения, 6 храмов и 7 монастырей, в библиотеке хранилось 9 миллионов книг. Согласно Сюаньцзану, в университете существовало раннее подобие вступительных экзаменов: прибывшим для участия в дискуссиях привратники задавали сложные вопросы, так что не сумевшие дать ответ отказывались от идеи войти.
В 1193 году университет был разрушен в результате вторжения тюркской захватнической армии во главе с мусульманским полководцем Бахтияром Хальджи, насаждавшим ислам силой оружия. Тысячи монахов были сожжены живьём или обезглавлены, богатейшая библиотека Наланды была сожжена. Это событие нанесло большой удар по буддизму в Индии, который после этого пришёл в упадок. Многие буддийские монахи, спасаясь от преследований, бежали в Непал и Тибет.
В 1351 году в Тибете открылся учебный центр под тем же именем.
В IX—XII веках благодаря деятельности учителей из Наланды сформировалась тибетская буддийская традиция. Благодаря усилиям философов Наланды доктрины Мадхьямаки и Йогачары были сформулированы в той форме, в которой они были позже переданы в Тибет.
В университете Наланды располагались мастерские по переписке книг, а также мастерские по производству буддийской живописи и бронзовой скульптуры. По всей вероятности в Наланде были выработаны ваджраянские каноны изображения буддийских божеств, которые в дальнейшем вместе с бежавшими от исламских иконоборцев монахами были перенесены в искусство Непала и Тибета.
На месте университета остались частично сохранившиеся руины. Поблизости располагается современный центр тхеравады. Раскопанная археологическая зона занимает площадь около 150,000 м², но значительная часть территории ещё не исследована археологами. В расположенном поблизости музее хранятся манускрипты, обнаруженные при раскопках.
С 2006 года силами буддистов Индии и других стран было запланировано возрождение университета Наланды под именем Nalanda International University  (англ.).
1 сентября 2014 года прошли первые занятия в современном Международном Университете Наланды в близлежащем городе Раджгир с участием 15 студентов.

## Дань памяти
Монастырь упоминается как источник традиций ныне действующих монастырей.
Некоторые современные буддийские организации названы в честь Наланды, например, Монастырь Наланда во Франции.

## Выдающиеся учёные Наланды
- Атиша
- Буддхапалита
- Бхававивека
- Дигнага
- Дхармакирти
- Камалашила
- Наропа — основатель тибетской буддистской традиции Кагью
- Чандракирти
- Шантаракшита
- Шантидэва